# France Limousin Sélection

France Limousin Sélection est un organisme de sélection chargé de l’amélioration génétique et de la représentation de la race bovine limousine. Elle est au service de l’ensemble des éleveurs français de bovins limousins. 
Il s’agit d'une association à but non lucratif, dont les principales missions sont : 
- L'orientation du programme d'amélioration génétique de la race à moyen et long terme
- L'établissement des règles concernant l’appréciation de la morphologie des animaux de la race (choix des tables de pointage, formation des agents, collecte et enregistrement des données morphologiques)
- La tenue du livre généalogique
- La représentation de la race devant les pouvoirs publics, les différents organismes professionnels et techniques français
- La promotion de la race et de son schéma de sélection